# باري اوتو
باري اوتو (بالإنجليزية: Barry Otto)‏ هو ممثل أسترالي، ولد في 1941 في أستراليا.

## أعمال

### أفلام
- (1989) المعاقب
- (1997) أوسكار ولوسيندا[4][5]
- (1997) مستر نايس جاي[6]
- (2008) 9.99 دولار
- (2008) أستراليا[7][8][9]
- (2013) غاتسبي العظيم
- (2015) صانع الفساتين

## وصلات خارجية
- باري اوتو على موقع IMDb (الإنجليزية)
- باري اوتو على موقع ألو سيني (الفرنسية)
- باري اوتو على موقع أول موفي (الإنجليزية)
- باري اوتو على موقع قاعدة بيانات الأفلام السويدية (السويدية)
- باري اوتو على موقع قاعدة بيانات الفيلم (الإنجليزية)
- باري اوتو على موقع كينوبويسك (الروسية)